# Bipassalozetes mahunkai
Bipassalozetes mahunkai är en kvalsterart som beskrevs av Bayartogtokh och Aoki 1997. Bipassalozetes mahunkai ingår i släktet Bipassalozetes och familjen Passalozetidae. Inga underarter finns listade.